# Cantó de Le Pecq
El cantó de Le Pecq és un antic cantó francès del departament d'Yvelines, que estava situat al districte de Saint-Germain-en-Laye. Comptava amb tres municipis i el cap era Le Pecq.
Al 2015 va desaparèixer i el seu territori va passar a formar part del cantó de Saint-Germain-en-Laye.

## Municipis
- Fourqueux
- Le Pecq
- Mareil-Marly

## Història
| Data d'elecció                           | Identitat     | Partit | Qualitat |
| ---------------------------------------- | ------------- | ------ | -------- |
| 1976-1994                                | Pierre Régis  | RPR    |          |
| 1992-2004                                | Alain Gournac | RPR    |          |
| 2004-                                    | Daniel Level  | UMP    |          |
| les dades anteriors no són pas conegudes |               |        |          |
|                                          |               |        |          |